# Брехт Деягер
Брехт Деягер (фр. Brecht Dejaegere, нар. 29 травня 1991) — бельгійський футболіст, півзахисник французької «Тулузи».

## Ігрова кар'єра
Народився 29 травня 1991 року.
У дорослому футболі дебютував 2010 року виступами за команду клубу «Кортрейк», в якій провів три сезони, взявши участь у 46 матчах чемпіонату. 
До складу клубу «Гент» приєднався 2013 року. За сім сезонів відіграв за команду з Гента 159 матчів у національному чемпіонаті.
11 вересня 2020 року був орендований французькою «Тулузою», яка наступного липня викупила контракт півзахисника за 1,5 мільйони євро.

## Титули і досягнення
- Чемпіон Бельгії (1):

«Гент»: 2014-15
- Володар Суперкубка Бельгії (1):

«Гент»: 2015
- Володар Кубка Франції (1):

«Тулуза»: 2022-23